# Andesaurus
Andesaurus („ještěr z And“) byl rod velkého sauropodního dinosaura ze skupiny Titanosauria, který žil v období počínající pozdní křídy (věk cenoman, asi před 100 až 97 miliony let) na území dnešní Argentiny (geologické souvrství Candeleros, provincie Neuquén). Tento vývojově primitivní titanosaur byl formálně popsán roku 1991. Objevena byla nekompletní kostra sestávající ze série obratlů, kostí pánve, žeber a částí kostry končetin.

## Popis

Andesaurus v porovnání s člověkem.

V dospělosti byl andesaurus zřejmě 15 až 18 metrů dlouhý a vážil přes 7 tun. Jednalo se tedy spíše o středně velkého sauropoda. Blízce příbuzným či dokonce sesterským taxonem andesaura mohl být brazilský rod Tiamat.
Andesaurus byl podstatně menší než někteří jeho současníci z řad titanosaurních sauropodů, jako byl například gigantický Argentinosaurus, žijící přibližně ve stejné době. Ve stejném ekosystému žil také menší dromeosaurid rodu Buitreraptor a zejména pak obří karcharodontosauridní teropod Giganotosaurus, který snad mohl mláďata andesaura často lovit. Současníkem andesaura byl také další sauropod Limaysaurus a dosud nepopsaný obří titanosaur, velikostně odpovídající argentinosaurovi.